# Aşağıokçular, Defne
Aşağıokçular là một xã thuộc huyện Defne, tỉnh Hatay, Thổ Nhĩ Kỳ. Dân số thời điểm năm 2011 là 3.859 người.